# Javier Rodríguez Zapatero
Javier Rodríguez Zapatero (Córdoba, febrero de 1969) es un economista español licenciado en Ciencias Económicas y Empresariales por ETEA. Fue director general de Google España, Portugal y Turquía desde marzo de 2008 hasta octubre de 2016. En octubre de 2016 se incorporó como presidente al Instituto Superior para el Desarrollo de Internet y en 2017 como consejero independiente de Evo Banco. 
Rodríguez Zapatero es hijo del economista y profesor José Javier Rodríguez Alcaide.

## Trayectoria profesional
Es cofundador y desde enero de 2017 presidente ejecutivo de ISDI, escuela de negocio nativa digital que fundó junto con otros profesionales de la industria de Internet en 2009. 
Javier comenzó su carrera profesional en Procter & Gamble en el año 1991 para posteriormente pasar a ejercer de Director de cuentas nacionales en Johnson Wax en el año 1998.
En el año 2000 fue nombrado director comercial y de marketing en Yahoo! y en 2003 director general de Yahoo! España. En 2004 es nombrado director general de Kelkoo y presidente ejecutivo de Yahoo! Iberia en el 2006, cargo que compaginó con la vicepresidencia europea de negocio de esta compañía.
En abril de 2008 es nombrado director general de Google para España y Portugal y posteriormente se incorpora Turquía a su área de gerencia. Además ha sido presidente de 2003 a 2005 de la Junta directiva de la delegación en España del International Advertising Bureau, miembro de la Junta Directiva de Autocontrol entre 2004 y 2005, Presidente de YPO España (Young Presidents Organization) del 2001 al 2012 y presidente del Consejo Académico del Instituto Superior para el Desarrollo de Internet (ISDI) desde el 2009.
En el año 2010 recibe el premio al Ejecutivo de Andalucía, concedido por Andalucía Económica
Desde 2017 es consejero independiente de Evo Banco.
En noviembre de 2020 publicó su primer libro, “Por una España Digital”, una hoja de ruta en la que aborda los problemas estructurales de la economía y sociedad españolas con grandes dosis de optimismo y una receta de éxito: la transformación digital.